# Rallye de Catalogne 2018
Le Rallye de Catalogne 2018 est le 12e rallye du Championnat du monde des rallyes 2018 et la 54e édition de l'épreuve. Il se déroule sur 18 épreuves spéciales. Il est remporté par le duo Sébastien Loeb et Daniel Elena, paire nonuple championne du monde victorieuse pour la 79e fois et qui n'avait plus remporté de rallye depuis cinq ans, avec seulement 2 s 9 d'avance sur le duo quintuple champion du monde en titre Sébastien Ogier et Julien Ingrassia.

## Engagés
| Engagés WRC   |                             |                         |                        |                        |   |
| 1             | M-Sport Ford WRT            | Sébastien Ogier         | Julien Ingrassia       | Ford Fiesta WRC        | M |
| 2             | M-Sport Ford WRT            | Elfyn Evans             | Daniel Barritt         | Ford Fiesta WRC        | M |
| 3             | M-Sport Ford WRT            | Teemu Suninen           | Mikko Markkula         | Ford Fiesta WRC        | M |
| 4             | Hyundai Shell Mobis WRT     | Andreas Mikkelsen       | Anders Jæger-Synnevaag | Hyundai i20 Coupe WRC  | M |
| 5             | Hyundai Shell Mobis WRT     | Thierry Neuville        | Nicolas Gilsoul        | Hyundai i20 Coupe WRC  | M |
| 6             | Hyundai Shell Mobis WRT     | Dani Sordo              | Carlos del Barrio      | Hyundai i20 Coupe WRC  | M |
| 7             | Toyota Gazoo Racing WRT     | Jari-Matti Latvala      | Miikka Anttila         | Toyota Yaris WRC       | M |
| 8             | Toyota Gazoo Racing WRT     | Ott Tänak               | Martin Järveoja        | Toyota Yaris WRC       | M |
| 9             | Toyota Gazoo Racing WRT     | Esapekka Lappi          | Janne Ferm             | Toyota Yaris WRC       | M |
| 10            | Citroën Total Abu Dhabi WRT | Sébastien Loeb          | Daniel Elena           | Citroën C3 WRC         | M |
| 11            | Citroën Total Abu Dhabi WRT | Craig Breen             | Scott Martin           | Citroën C3 WRC         | M |
| 12            | Citroën Total Abu Dhabi WRT | Khalid Al-Qassimi       | Chris Patterson        | Citroën C3 WRC         | M |
| 43            | Hoonigan Racing Division    | Ken Block               | Alex Gelsomino         | Ford Fiesta WRC        | M |
| Engagés WRC-2 |                             |                         |                        |                        |   |
| 31            | Škoda Motorsport II         | Jan Kopecký             | Pavel Dresler          | Škoda Fabia R5 (en)    | M |
| 32            | Škoda Motorsport II         | Kalle Rovanperä         | Jonne Halttunen        | Škoda Fabia R5 (en)    | M |
| 33            | Printsport                  | Łukasz Pieniążek        | Przemysław Mazur       | Škoda Fabia R5 (en)    | M |
| 34            | ACI Team Italia WRC         | Fabio Andolfi           | Simone Scattolin       | Škoda Fabia R5 (en)    | P |
| 35            | Hyundai Motorsport          | Jari Huttunen           | Antti Linnaketo        | Hyundai i20 R5         | M |
| 36            | Citroën Total Rallye Team   | Ole Christian Veiby     | Stig Rune Skjærmoen    | Citroën C3 R5          | M |
| 37            | Citroën Total Rallye Team   | Stéphane Lefebvre       | Gabin Moreau           | Citroën C3 R5          | M |
| 38            | BRC Racing Team             | Pierre-Louis Loubet     | Vincent Landais        | Hyundai i20 R5         | M |
| 39            | Tommi Mäkinen Racing        | Takamoto Katsuta        | Marko Salminen         | Ford Fiesta R5         | M |
| 40            | Lotos Rally Team            | Kajetan Kajetanowicz    | Maciej Szczepaniak     | Ford Fiesta R5         | P |
| 41            | Simone Tempestini           | Simone Tempestini       | Sergio Itu             | Citroën C3 R5          | M |
| 42            | Motorsport Italia           | Benito Guerra           | Borja Rozada           | Škoda Fabia R5 (en)    | P |
| 44            | Nil Solans                  | Nil Solans              | Marc Martí             | Ford Fiesta R5         | P |
| 45            | Toksport WRT                | Chris Ingram            | Ross Whittock          | Škoda Fabia R5 (en)    | M |
| 46            | Marco Bulacia Wilkinson     | Marco Bulacia Wilkinson | Fernando Mussano       | Ford Fiesta R5         | D |
| 47            | Volkswagen Motorsport       | Eric Camilli            | Benjamin Veillas       | Volkswagen Polo GTI R5 | M |
| 48            | José Antonio Suárez         | José Antonio Suárez     | Cándido Carrera        | Hyundai i20 R5         | M |
| 49            | Volkswagen Motorsport       | Petter Solberg          | Veronica Gulbæk Engan  | Volkswagen Polo GTI R5 | M |
| 50            | Toksport WRT                | Henning Solberg         | Ilka Minor-Petrasko    | Škoda Fabia R5 (en)    | M |
| 51            | Michel Sylvain              | Michel Sylvain          | Anthony Gorguilo       | Škoda Fabia R5 (en)    | M |
| 52            | Sports & you                | José María López        | Borja Rozada           | Citroën C3 R5          | M |
| Engagés WRC-3 |                             |                         |                        |                        |   |
| 61            | Taisko Lario                | Taisko Lario            | Tatu Hämäläinen        | Peugeot 208 R2         | P |
| 62            | Enrico Brazzoli             | Enrico Brazzoli         | Luca Beltrame          | Peugeot 208 R2         | P |
| 63            | Louise Cook                 | Louise Cook             | Stefan Davis           | Ford Fiesta R2         | M |
| 64            | Amaury Molle                | Amaury Molle            | Renaud Herman          | Peugeot 208 R2         | M |
| Source:       |                             |                         |                        |                        |   |

## Déroulement de l’épreuve
Ce 54e rallye de Catalogne est la seule manche mixte du calendrier et s'inscrit dans le cadre de la lutte entre Sébastien Ogier, Thierry Neuville et Ott Tänak pour le titre de champion du monde. Il débute le jeudi soir par une courte spéciale tracée au pied de la colline de Montjuïc à Barcelone. C'est Sébastien Ogier qui signe le meilleur temps, tandis que le nonuple champion du monde Sébastien Loeb, qui dispute son 3e rallye de la saison, cale dans une épingle, ce qui lui fait perdre 15 s 9 sur le gapençais.
La journée du vendredi propose deux boucles identiques de trois spéciales sur terre disputées l'une le matin et l'autre l’après-midi. Elle ne sourit pas Esapekka Lappi qui sort deux fois de la piste mais commence bien pour son coéquipier Tänak qui signe d'entrée le meilleur chrono, puis qui prend le commandement de l'épreuve à Ogier durant l'ES3. Le français y perd plus de vingt secondes sur le premier Jari-Matti Latvala, la faute notamment à un passage dans un champ. La spéciale suivante, remportée par Andreas Mikkelsen, voit Latvala perdre une quarantaine de secondes à cause d'une crevaison. Tänak, toujours aussi efficace, est en tête à la mi-journée avec plus de 10 s d'avance sur le deuxième Elfyn Evans. Les ouvreurs Neuville et Ogier ont souffert du balayage, le français pointant en cinquième position à 24 s 4 alors que le belge est lui 8e à 37 s 8.
La reprise sourit au local Daniel Sordo qui signe le meilleur temps, mais réussit moins à Lappi qui connaît un tête à queue. Latvala est toujours performant et signe les deux derniers scratchs de la journée, lui permettant de se rapprocher au général. Ott Tänak, en étant toujours bien placé, mène à la fin de la journée avec une confortable avance puisque le deuxième Sordo pointe à 26 s 8 et le troisième Evans est à 29 s 7. Loeb est dans le coup en étant 4e à 30 s 2. Ogier et Neuville ont continué de subir le balayage et sont relégués respectivement à 39 s 4 et 59 s 7. Les finlandais Lappi et Suninen ne sont pas dans le rythme, le premier concédant plus d'une minute à Tänak et le second plus du double.
Le lendemain voit l'asphalte et la pluie au programme, avec six spéciales réparties en deux boucles identiques de trois spéciales plus une courte spéciale à Salou. Les spectateurs sont comme depuis le début du rallye nombreux mais le placement dangereux de certains entraîne l'annulation de la première spéciale. Les deux spéciales restantes sont enlevées par les pilotes Toyota Tänak et Latvala. Mais la matinée n'est en fait pas favorable au constructeur nippon puisque Tänak la termine à la 9e place au général, la faute à une crevaison dans l'ES10 qu'il a obligé à changer de roue, lui faisant perdre près de deux minutes sur ses rivaux ! C'est aussi la soupe à la grimace pour Mikkelsen, qui perd plus d'une minute en deux spéciales, et pour Craig Breen, qui a abîmé l'arrière de sa C3 en partant en tête à queue dans l'ES9. C'est ainsi qu'à la pause, le commandement de l'épreuve appartient à Sordo, mais Latvala le talonne à 0 s 3. Evans, Loeb, Ogier et Neuville suivent.
Les deuxièmes passages de l'après-midi se font toujours sous des conditions humides. Latvala est dans le coup et s'installe d'entrée en tête, tout comme Sébastien Loeb qui grâce à une bonne stratégie pneumatique signe son premier scratch lors de l'ES12. L'autre homme en forme est Thierry Neuville qui s'adjuge l'ES11 et l'ES13. Cette dernière, boueuse et courue sous la pluie, voit le belge et Ogier performer quand d'autres sont plus à la peine : Loeb y perd plus de 10 s et Sordo plus de 20 s. Cependant, les deux pilotes sont toujours bien placés, tant et si bien que samedi soir, les six premiers au général se tiennent en moins de 18 s. Latvala mène, devant les français Ogier et Loeb à respectivement 7 s 2 et 9 s 9. Suivent le constant Evans à 11 s 2, Neuville à 14 s 0 et Sordo à 17 s 6.
L'ultime journée du rallye, décisive pour le dénouement du rallye, propose quatre spéciales dont deux passages dans Santa Marina où le deuxième tient lieu de Power Stage. Sébastien Loeb est le seul des favoris à partir en gommes dures, mais cela paye puisqu'il s'empare du commandement de l’épreuve en enlevant la première spéciale. Le français a signé une belle performance puisque tous les autres concurrents ont fini à plus de 6 s ! Loeb s'adjuge la spéciale suivante, faisant qu'à la fin de la boucle, il possède 7 s 1 d'avance sur Latvala et 10 s 8 sur Ogier. Sauf que la pénultième spéciale est le terrain de plusieurs péripéties, avec Loeb qui fait une faute sur un 360° autour d'un petit rond-point, et avec Latvala qui heurte un rail, ce qui cause une crevaison qu'il lui fait perdre 48 s. Ainsi, avant la dernière spéciale, Loeb devance de seulement 3 s 6 le deuxième qui est maintenant Ogier ; Neuville est lui 3e. La dernière ES arrive et est remportée par Tänak suivi d'Ogier, mais Sébastien Loeb ne concède que 0 s 8 sur son compatriote, si bien qu'il remporte pour 2 s 9 son 79e rallye WRC. Toujours copiloté par Daniel Elena, Loeb déclare que « c’est peut-être [sa] plus belle victoire » et que « c'est dingue de renouer avec la victoire en WRC 6 ans après, c’est un peu comme une première victoire ». Ogier, qui termine donc deuxième, reprend la tête du championnat à Neuville pour trois points, ce dernier ayant crevé durant la Power Stage et n'engrangeant que les 12 points de la quatrième place. La troisième marche du podium revient ainsi à Evans. Sordo termine 5e, suivi des trois pilotes Toyota avec Tänak en tête qui font une mauvaise opération au championnat pilotes tout comme au championnat constructeur. À noter la victoire en WRC-2 de Kalle Rovanperä et en WRC-3 d'Enrico Brazzoli qui prend la tête du championnat.

## Résultats

### Classement final
| Position           | Position | no | Pilote               | Copilote               | Équipe                      | Voiture                | Temps             | Diff.          | Points | Points |
| Pos.               | Cla.     | no | Pilote               | Copilote               | Équipe                      | Voiture                | Temps             | Diff.          | Gén.   | SS.    |
| ------------------ | -------- | -- | -------------------- | ---------------------- | --------------------------- | ---------------------- | ----------------- | -------------- | ------ | ------ |
| Classement général |          |    |                      |                        |                             |                        |                   |                |        |        |
| 1                  | 1        | 10 | Sébastien Loeb       | Daniel Elena           | Citroën Total Abu Dhabi WRT | Citroën C3 WRC         | 3 h 12 min 08 s 0 | 0 s 0          | 25     | 3      |
| 2                  | 2        | 1  | Sébastien Ogier      | Julien Ingrassia       | M-Sport Ford WRT            | Ford Fiesta WRC        | 3 h 12 min 10 s 9 | +2 s 9         | 18     | 4      |
| 3                  | 3        | 2  | Elfyn Evans          | Daniel Barritt         | M-Sport Ford WRT            | Ford Fiesta WRC        | 3 h 12 min 24 s 5 | +16 s 5        | 15     | 2      |
| 4                  | 4        | 5  | Thierry Neuville     | Nicolas Gilsoul        | Hyundai Shell Mobis WRT     | Hyundai i20 Coupe WRC  | 3 h 12 min 25 s 0 | +17 s 0        | 12     | 0      |
| 5                  | 5        | 6  | Dani Sordo           | Carlos del Barrio      | Hyundai Shell Mobis WRT     | Hyundai i20 Coupe WRC  | 3 h 12 min 26 s 6 | +18 s 6        | 10     | 1      |
| 6                  | 6        | 8  | Ott Tänak            | Martin Järveoja        | Toyota Gazoo Racing WRT     | Toyota Yaris WRC       | 3 h 13 min 11 s 9 | +1 min 03 s 9  | 8      | 5      |
| 7                  | 7        | 9  | Esapekka Lappi       | Janne Ferm             | Toyota Gazoo Racing WRT     | Toyota Yaris WRC       | 3 h 13 min 24 s 6 | +1 min 16 s 6  | 6      | 0      |
| 8                  | 8        | 7  | Jari-Matti Latvala   | Miikka Anttila         | Toyota Gazoo Racing WRT     | Toyota Yaris WRC       | 3 h 13 min 34 s 4 | +1 min 26 s 4  | 4      | 0      |
| 9                  | 9        | 11 | Craig Breen          | Scott Martin           | Citroën Total Abu Dhabi WRT | Citroën C3 WRC         | 3 h 14 min 15 s 0 | +2 min 07 s 0  | 2      | 0      |
| 10                 | 10       | 4  | Andreas Mikkelsen    | Anders Jæger-Synnevaag | Hyundai Shell Mobis WRT     | Hyundai i20 Coupe WRC  | 3 h 14 min 56 s 2 | +2 min 48 s 2  | 1      | 0      |
| WRC-2              |          |    |                      |                        |                             |                        |                   |                |        |        |
| 12                 | 1        | 32 | Kalle Rovanperä      | Jonne Halttunen        | Škoda Motorsport II         | Škoda Fabia R5 (en)    | 3 h 20 min 47 s 6 | 0 s 0          | 25     | —      |
| 13                 | 2        | 31 | Jan Kopecký          | Pavel Dresler          | Škoda Motorsport II         | Škoda Fabia R5 (en)    | 3 h 20 min 56 s 1 | +8 s 5         | 18     | —      |
| 14                 | 3        | 49 | Petter Solberg       | Veronica Gulbæk Engan  | Volkswagen Motorsport       | Volkswagen Polo GTI R5 | 3 h 22 min 24 s 2 | +1 min 36 s 6  | 15     | —      |
| 15                 | 4        | 40 | Kajetan Kajetanowicz | Maciej Szczepaniak     | Lotos Rally Team            | Ford Fiesta R5         | 3 h 22 min 47 s 2 | +1 min 59 s 6  | 12     | —      |
| 16                 | 5        | 44 | Nil Solans           | Marc Martí             | Nil Solans                  | Ford Fiesta R5         | 3 h 23 min 46 s 9 | +2 min 59 s 3  | 10     | —      |
| 17                 | 6        | 50 | Henning Solberg      | Ilka Minor-Petrasko    | Toksport WRT                | Škoda Fabia R5 (en)    | 3 h 25 min 35 s 0 | +4 min 47 s 4  | 8      | —      |
| 18                 | 7        | 38 | Pierre-Louis Loubet  | Vincent Landais        | BRC Racing Team             | Hyundai i20 R5         | 3 h 25 min 41 s 1 | +4 min 53 s 5  | 6      | —      |
| 19                 | 8        | 34 | Fabio Andolfi        | Simone Scattolin       | ACI Team Italia WRC         | Škoda Fabia R5 (en)    | 3 h 32 min 59 s 6 | +12 min 12 s 0 | 4      | —      |
| 20                 | 9        | 36 | Ole Christian Veiby  | Stig Rune Skjærmoen    | Citroën Total Rallye Team   | Citroën C3 R5          | 3 h 33 min 20 s 5 | +12 min 32 s 9 | 2      | —      |
| 22                 | 10       | 41 | Simone Tempestini    | Sergio Itu             | Simone Tempestini           | Citroën C3 R5          | 3 h 37 min 42 s 9 | +16 min 55 s 3 | 1      | —      |
| WRC-3              |          |    |                      |                        |                             |                        |                   |                |        |        |
| 34                 | 1        | 62 | Enrico Brazzoli      | Luca Beltrame          | Enrico Brazzoli             | Peugeot 208 R2         | 3 h 58 min 18 s 3 | 0 s 0          | 25     | —      |
| 38                 | 2        | 61 | Taisko Lario         | Tatu Hämäläinen        | Taisko Lario                | Peugeot 208 R2         | 4 h 02 min 36 s 3 | +4 min 18 s 0  | 18     | —      |
| 48                 | 3        | 63 | Louise Cook          | Stefan Davis           | Louise Cook                 | Ford Fiesta R2         | 4 h 32 min 19 s 8 | +34 min 01 s 5 | 15     | —      |
| Source:,           |          |    |                      |                        |                             |                        |                   |                |        |        |

### Spéciales chronométrées
| WRC        |          |                              |          |                    |                        |                  |                    |                  |
| Jour       | Spéciale | Nom                          | Longueur | Vainqueur          | Voiture                | Temps            | Meneur             |                  |
| 25 octobre | —        | Salou [Shakedown]            | 2,97 km  | Sébastien Ogier    | Ford Fiesta WRC        | 1 min 34 s 9     | NC                 |                  |
| 25 octobre | SS1      | Barcelona                    | 3,20 km  | Sébastien Ogier    | Ford Fiesta WRC        | 3 min 35 s 3     | Sébastien Ogier    |                  |
| 26 octobre | SS2      | Gandesa 1                    | 7,00 km  | Ott Tänak          | Toyota Yaris WRC       | 4 min 19 s 6     | Sébastien Ogier    |                  |
| 26 octobre | SS3      | Pesells 1                    | 26,59 km | Jari-Matti Latvala | Toyota Yaris WRC       | 14 min 36 s 5    | Ott Tänak          |                  |
| 26 octobre | SS4      | La Fatarella - Vilalba 1     | 38,85 km | Andreas Mikkelsen  | Hyundai i20 Coupe WRC  | 27 min 01 s 2    | Ott Tänak          |                  |
| 26 octobre | SS5      | Gandesa 2                    | 7,00 km  | Dani Sordo         | Hyundai i20 Coupe WRC  | 4 min 14 s 7     | Ott Tänak          |                  |
| 26 octobre | SS6      | Pesells 2                    | 26,59 km | Jari-Matti Latvala | Toyota Yaris WRC       | 14 min 12 s 5    | Ott Tänak          |                  |
| 26 octobre | SS7      | La Fatarella - Vilalba 2     | 38,85 km | Jari-Matti Latvala | Toyota Yaris WRC       | 26 min 13 s 2    | Ott Tänak          |                  |
| 27 octobre | SS8      | Savallà 1                    | 14,12 km | Spéciale annulée   | Spéciale annulée       | Spéciale annulée | Spéciale annulée   | Spéciale annulée |
| 27 octobre | SS9      | Querol 1                     | 21,46 km | Ott Tänak          | Toyota Yaris WRC       | 11 min 30 s 6    | Ott Tänak          |                  |
| 27 octobre | SS10     | El Montmell 1                | 24,40 km | Jari-Matti Latvala | Toyota Yaris WRC       | 12 min 58 s 4    | Dani Sordo         |                  |
| 27 octobre | SS11     | Savallà 2                    | 14,12 km | Thierry Neuville   | Hyundai i20 Coupe WRC  | 7 min 47 s 1     | Jari-Matti Latvala |                  |
| 27 octobre | SS12     | Querol 2                     | 21,46 km | Sébastien Loeb     | Citroën C3 WRC         | 11 min 25 s 8    | Jari-Matti Latvala |                  |
| 27 octobre | SS13     | El Montmell 2                | 24,40 km | Thierry Neuville   | Hyundai i20 Coupe WRC  | 13 min 07 s 3    | Jari-Matti Latvala |                  |
| 27 octobre | SS14     | Salou                        | 2,24 km  | Ott Tänak          | Toyota Yaris WRC       | 2 min 41 s 9     | Jari-Matti Latvala |                  |
| 28 octobre | SS15     | Riudecanyes 1                | 16,35 km | Sébastien Loeb     | Citroën C3 WRC         | 10 min 22 s 6    | Sébastien Loeb     |                  |
| 28 octobre | SS16     | Santa Marina 1               | 14,50 km | Sébastien Loeb     | Citroën C3 WRC         | 8 min 08 s 9     | Sébastien Loeb     |                  |
| 28 octobre | SS17     | Riudecanyes 2                | 16,35 km | Sébastien Ogier    | Ford Fiesta WRC        | 10 min 14 s 2    | Sébastien Loeb     |                  |
| 28 octobre | SS18     | Santa Marina 2 (Power Stage) | 14,50 km | Ott Tänak          | Toyota Yaris WRC       | 8 min 02 s 5     | Sébastien Loeb     |                  |
| WRC-2      |          |                              |          |                    |                        |                  |                    |                  |
| 25 octobre | —        | Salou [Shakedown]            | 2,97 km  | Petter Solberg     | Volkswagen Polo GTI R5 | 1 min 37 s 2     | NC                 |                  |
| 25 octobre | SS1      | Barcelona                    | 3,20 km  | Eric Camilli       | Volkswagen Polo GTI R5 | 3 min 42 s 7     | Eric Camilli       |                  |
| 26 octobre | SS2      | Gandesa 1                    | 7,00 km  | Eric Camilli       | Volkswagen Polo GTI R5 | 4 min 31 s 0     | Eric Camilli       |                  |
| 26 octobre | SS3      | Pesells 1                    | 26,59 km | Jari Huttunen      | Hyundai i20 R5         | 15 min 13 s 7    | Eric Camilli       |                  |
| 26 octobre | SS4      | La Fatarella - Vilalba 1     | 38,85 km | Petter Solberg     | Volkswagen Polo GTI R5 | 27 min 56 s 8    | Eric Camilli       |                  |
| 26 octobre | SS5      | Gandesa 2                    | 7,00 km  | Kalle Rovanperä    | Škoda Fabia R5 (en)    | 4 min 25 s 4     | Eric Camilli       |                  |
| 26 octobre | SS6      | Pesells 2                    | 26,59 km | Eric Camilli       | Volkswagen Polo GTI R5 | 14 min 51 s 9    | Eric Camilli       |                  |
| 26 octobre | SS7      | La Fatarella - Vilalba 2     | 38,85 km | Kalle Rovanperä    | Škoda Fabia R5 (en)    | 27 min 15 s 1    | Eric Camilli       |                  |
| 27 octobre | SS8      | Savallà 1                    | 14,12 km | Spéciale annulée   | Spéciale annulée       | Spéciale annulée | Spéciale annulée   | Spéciale annulée |
| 27 octobre | SS9      | Querol 1                     | 21,46 km | Nil Solans         | Ford Fiesta R5         | 12 min 15 s 6    | Kalle Rovanperä    |                  |
| 27 octobre | SS10     | El Montmell 1                | 24,40 km | Jan Kopecký        | Škoda Fabia R5 (en)    | 13 min 44 s 9    | Kalle Rovanperä    |                  |
| 27 octobre | SS11     | Savallà 2                    | 14,12 km | Jan Kopecký        | Škoda Fabia R5 (en)    | 8 min 15 s 9     | Kalle Rovanperä    |                  |
| 27 octobre | SS12     | Querol 2                     | 21,46 km | Nil Solans         | Ford Fiesta R5         | 12 min 05 s 2    | Kalle Rovanperä    |                  |
| 27 octobre | SS13     | El Montmell 2                | 24,40 km | Kalle Rovanperä    | Škoda Fabia R5 (en)    | 13 min 54 s 1    | Kalle Rovanperä    |                  |
| 27 octobre | SS14     | Salou                        | 2,24 km  | Kalle Rovanperä    | Škoda Fabia R5 (en)    | 2 min 42 s 0     | Kalle Rovanperä    |                  |
| 28 octobre | SS15     | Riudecanyes 1                | 16,35 km | Jan Kopecký        | Škoda Fabia R5 (en)    | 10 min 51 s 5    | Kalle Rovanperä    |                  |
| 28 octobre | SS16     | Santa Marina 1               | 14,50 km | Jan Kopecký        | Škoda Fabia R5 (en)    | 8 min 36 s 5     | Kalle Rovanperä    |                  |
| 28 octobre | SS17     | Riudecanyes 2                | 16,35 km | Eric Camilli       | Volkswagen Polo GTI R5 | 10 min 40 s 8    | Kalle Rovanperä    |                  |
| 28 octobre | SS18     | Santa Marina 2               | 14,50 km | Jan Kopecký        | Škoda Fabia R5 (en)    | 8 min 30 s 5     | Kalle Rovanperä    |                  |
| WRC-3      |          |                              |          |                    |                        |                  |                    |                  |
| 25 octobre | —        | Salou [Shakedown]            | 2,97 km  | Taisko Lario       | Peugeot 208 R2         | 1 min 51 s 6     | NC                 |                  |
| 25 octobre | SS1      | Barcelona                    | 3,20 km  | Enrico Brazzoli    | Peugeot 208 R2         | 4 min 19 s 8     | Enrico Brazzoli    |                  |
| 26 octobre | SS2      | Gandesa 1                    | 7,00 km  | Taisko Lario       | Peugeot 208 R2         | 5 min 12 s 8     | Taisko Lario       |                  |
| 26 octobre | SS3      | Pesells 1                    | 26,59 km | Taisko Lario       | Peugeot 208 R2         | 17 min 49 s 1    | Taisko Lario       |                  |
| 26 octobre | SS4      | La Fatarella - Vilalba 1     | 38,85 km | Taisko Lario       | Peugeot 208 R2         | 31 min 45 s 1    | Taisko Lario       |                  |
| 26 octobre | SS5      | Gandesa 2                    | 7,00 km  | Taisko Lario       | Peugeot 208 R2         | 5 min 02 s 2     | Taisko Lario       |                  |
| 26 octobre | SS6      | Pesells 2                    | 26,59 km | Taisko Lario       | Peugeot 208 R2         | 17 min 06 s 8    | Taisko Lario       |                  |
| 26 octobre | SS7      | La Fatarella - Vilalba 2     | 38,85 km | Enrico Brazzoli    | Peugeot 208 R2         | 33 min 19 s 9    | Enrico Brazzoli    |                  |
| 27 octobre | SS8      | Savallà 1                    | 14,12 km | Spéciale annulée   | Spéciale annulée       | Spéciale annulée | Spéciale annulée   | Spéciale annulée |
| 27 octobre | SS9      | Querol 1                     | 21,46 km | Enrico Brazzoli    | Peugeot 208 R2         | 14 min 03 s 0    | Enrico Brazzoli    |                  |
| 27 octobre | SS10     | El Montmell 1                | 24,40 km | Taisko Lario       | Peugeot 208 R2         | 15 min 56 s 1    | Enrico Brazzoli    |                  |
| 27 octobre | SS11     | Savallà 2                    | 14,12 km | Taisko Lario       | Peugeot 208 R2         | 9 min 39 s 6     | Enrico Brazzoli    |                  |
| 27 octobre | SS12     | Querol 2                     | 21,46 km | Enrico Brazzoli    | Peugeot 208 R2         | 14 min 05 s 9    | Enrico Brazzoli    |                  |
| 27 octobre | SS13     | El Montmell 2                | 24,40 km | Taisko Lario       | Peugeot 208 R2         | 16 min 19 s 8    | Enrico Brazzoli    |                  |
| 27 octobre | SS14     | Salou                        | 2,24 km  | Enrico Brazzoli    | Peugeot 208 R2         | 3 min 11 s 6     | Enrico Brazzoli    |                  |
| 28 octobre | SS15     | Riudecanyes 1                | 16,35 km | Enrico Brazzoli    | Peugeot 208 R2         | 12 min 15 s 4    | Enrico Brazzoli    |                  |
| 28 octobre | SS16     | Santa Marina 1               | 14,50 km | Taisko Lario       | Peugeot 208 R2         | 10 min 00 s 7    | Enrico Brazzoli    |                  |
| 28 octobre | SS17     | Riudecanyes 2                | 16,35 km | Taisko Lario       | Peugeot 208 R2         | 11 min 58 s 7    | Enrico Brazzoli    |                  |
| 28 octobre | SS18     | Santa Marina 2               | 14,50 km | Taisko Lario       | Peugeot 208 R2         | 9 min 41 s 8     | Enrico Brazzoli    |                  |

### Super spéciale
La super spéciale est une spéciale de 14,50 km courue à la fin du rallye. Elle est remportée par Ott Tänak.
| Pos. | Pilote          | Copilote          | Voiture               | Temps        | Diff.  | Pts. |
| ---- | --------------- | ----------------- | --------------------- | ------------ | ------ | ---- |
| 1    | Ott Tänak       | Martin Järveoja   | Toyota Yaris WRC      | 8 min 02 s 5 | 0 s 0  | 5    |
| 2    | Sébastien Ogier | Julien Ingrassia  | Ford Fiesta WRC       | 8 min 04 s 6 | +2 s 0 | 4    |
| 3    | Sébastien Loeb  | Daniel Elena      | Citroën C3 WRC        | 8 min 05 s 3 | +2 s 8 | 3    |
| 4    | Elfyn Evans     | Daniel Barritt    | Ford Fiesta WRC       | 8 min 05 s 7 | +3 s 1 | 2    |
| 5    | Dani Sordo      | Carlos del Barrio | Hyundai i20 Coupe WRC | 8 min 07 s 2 | +4 s 6 | 1    |

## Classements aux championnats après l'épreuve
| WRC   |      |                          |        |
|       | Pos. | Pilote                   | Points |
| 1     | 1    | Sébastien Ogier          | 204    |
| 1     | 2    | Thierry Neuville         | 201    |
|       | 3    | Ott Tänak                | 181    |
|       | 4    | Esapekka Lappi           | 110    |
|       | 5    | Jari-Matti Latvala       | 102    |
| WRC-2 |      |                          |        |
|       | Pos. | Pilote                   | Points |
|       | 1    | Jan Kopecký              | 143    |
|       | 2    | Pontus Tidemand          | 111    |
| 1     | 3    | Kalle Rovanperä          | 90     |
| 1     | 4    | Gus Greensmith           | 70     |
|       | 5    | Łukasz Pieniążek         | 56     |
| WRC-3 |      |                          |        |
|       | Pos. | Pilote                   | Points |
| 4     | 1    | Enrico Brazzoli          | 98     |
|       | 2    | Taisko Lario             | 97     |
| 1     | 3    | Emil Bergkvist           | 86     |
| 1     | 4    | Denis Rådström           | 80     |
| 1     | 5    | Jean-Baptiste Franceschi | 79     |

| WRC   |      |                  |        |
|       | Pos. | Copilote         | Points |
| 1     | 1    | Julien Ingrassia | 204    |
| 1     | 2    | Nicolas Gilsoul  | 201    |
|       | 3    | Martin Järveoja  | 181    |
|       | 4    | Janne Ferm       | 110    |
|       | 5    | Miikka Anttila   | 102    |
| WRC-2 |      |                  |        |
|       | Pos. | Copilote         | Points |
|       | 1    | Pavel Dresler    | 143    |
|       | 2    | Jonas Andersson  | 111    |
|       | 3    | Jonne Halttunen  | 90     |
|       | 4    | Przemysław Mazur | 56     |
|       | 5    | Craig Parry      | 55     |
| WRC-3 |      |                  |        |
|       | Pos. | Copilote         | Points |
| 3     | 1    | Luca Beltrame    | 98     |
| 1     | 2    | Tatu Hämäläinen  | 97     |
| 1     | 3    | Johan Johansson  | 80     |
| 1     | 4    | Romain Courbon   | 79     |
| 1     | 5    | Stefan Davis     | 59     |

| WRC   |      |                             |        |
|       | Pos. | Constructeur                | Points |
|       | 1    | Toyota Gazoo Racing WRT     | 331    |
|       | 2    | Hyundai Shell Mobis WRT     | 319    |
|       | 3    | M-Sport Ford WRT            | 306    |
|       | 4    | Citroën Total Abu Dhabi WRT | 216    |
| WRC-2 |      |                             |        |
|       | Pos. | Équipe                      | Points |
|       | 1    | Škoda Motorsport II         | 150    |
|       | 2    | Škoda Motorsport            | 133    |
|       | 3    | Printsport                  | 81     |
| 1     | 4    | ACI Team Italia WRC         | 80     |
| 1     | 5    | Hyundai Motorsport          | 76     |
| WRC-3 |      |                             |        |
|       | Pos. | Équipe                      | Points |
|       | 1    | ACI Team Italia             | 83     |
|       | 2    | Castrol Ford Team Turkiye   | 67     |
|       | 3    | OT Racing                   | 62     |
|       | 4    | ADAC Sachsen                | 62     |
|       | 5    | Équipe de France FFSA Rally | 55     |